# يوكز (شركة)
يوكز (بالإنجليزية: Yuke's) هي شركة يابانية مطورة لألعاب الفيديو، تأسست عام 1993.

## الألعاب
ألعاب تم تطويرها أو نشرها بواسطة شركة «يوكز» 

### 1995
- Toukon Retsuden
- Hermie Hopperhead: Scrap Panic

### 1996
- Power Move Pro Wrestling
- Toukon Retsuden 2

### 1997
- Uchhannanchan no Honou no Challenge: Denryuu IraIra Bou
- Toukon Retsuden 3: Arcade Edition

### 1998
- Shin Nippon Pro Wrestling: Toukon Road - Brave Spirits
- Toukon Retsuden 3
- Soukaigi
- Shin Nippon Pro Wrestling: Toukon Road 2 - The Next Generation

### 1999
- إيفل زون
- هادسن سوفت
- Toukon Retsuden 4
- The Pro Wrestling
- Sword of the Berserk: Guts' Rage

### 2000
- دبليو دبليو إي سماكداون
- رويل رامبل
- The Pro Wrestling 2
- سماك داون! 2: نو يور رول

### 2001
- دبليو دبليو إف سماك داون! جاست برينغ إت

### 2002
- Edit Racing
- EOE: Eve of Extinction
- دبليو دبليو إف راسملمنيا إكس8
- دبليو دبليو إي سماك داون! شت يور ماوث

### 2003
- راسلمينيا 19
- دبليو دبليو إي سماك داون! هير كامز ذا باين
- البحث عن نيمو

### 2004
- Haunted Mansion
- Online Pro Wrestling
- Aqua Kids
- Berserk (2004 video game)
- Finding Nemo 2
- دبليو دبليو إي سماكداون ضد رو
- WWE Day of Reckoning

### 2005
- D1 Grand Prix
- D1 Grand Prix 2005
- دبليو دبليو إي سماكداون ضد رو 2006
- Wrestle Kingdom
- WWE Day of Reckoning 2

### 2006
- The Dog: Happy Life
- دبليو دبليو إي سماكداون ضد رو 2007

### 2007
- Neves
- دبليو دبليو إي سماكداون ضد رو 2008
- Wrestle Kingdom 2

### 2008
- دبليو دبليو إي سماكداون ضد رو 2009
- Gundam 00: Gundam Meisters
- D1GP Arcade (developer)

### 2009
- WWE Legends of WrestleMania
- UFC 2009 Undisputed
- سماك داون ضد راو 2010

### 2010
- UFC Undisputed 2010
- دبليو دبليو إي سماكداون ضد رو 2011

### 2011
- دبليو دبليو إي '12

### 2012
- UFC Undisputed 3